# EverZOne
EverZOne（エバーゾーン）は、札幌市を中心とする北海道を拠点に活動する男性ローカルアイドルグループである。ライブプロ→TEN CREATE→株式会社WITH所属。メンバーのTe!Chiが所属する「LaVoys」についても記載する。

## 概要
2004年よりエンターテイナーパフォーマンスグループとして北海道のテレビやラジオに出演・活動していた「B☆Luck（ビーラック）」のメンバーHIROKI、KEI、DAICHI、SASUKEの4人にYo-hei、Te!chiの2人が加入し新たに「EverZOne（エバーゾーン）」として2011年5月より北海道にて結成され活動を開始した。
結成から1年11ヶ月後の2013年4月には初の冠番組「EZOSTYLE（TVhテレビ北海道）」が放送開始。同番組と連動し、Zepp SAPPOROを貸しきって、無料で客（目標・1000人）を集客し、ライブを行うというプロジェクトを行い、同年9月15日に行われたライブでは、1400人以上を集客し、見事目標を達成。
2013年6月にYo-heiとTe!chiが新ユニット『LaVoys（ラ ヴォイズ）』を結成することが決定。しかし2人はEverZOneは脱退せず、掛け持ちで活動すると発表した。同年11月25日、Yo-heiの2013年末のライブをもってEverZOne卒業とLaVoysへの活動移行が発表され、同年12月29日のライブでYo-heiはEverZOneを脱退。2014年3月末日をもって、ライブプロから独立することを発表。同年4月より、新会社「TENCREATE（テンクリエイト）」にLaVoysとともに完全移籍。2015年には、リーダーのKEIが代表を務める自前の個人事務所「株式会社WITH」を設立し、TENCREATEより独立。
『北海道から全国へ』を合い言葉に、北海道を愛し、北海道の素晴らしさを世に広めるべく、『蝦夷～EZO～』の文字をグループ名に取り入れた、北海道在住、男性5人組のダンスボーカルグループ。時に激しく、時に爽やかなステージで『来た人を笑顔にする』ことをモットーに、北海道を中心に活動する一方、2013年以降から東北地方など道外にも活動の幅を広げている。
イベントは、ライブプロ在籍時代は単独出演や同じ所属事務所（当時）の女性アイドルユニットのフルーティーやヒップホップユニットのHAL、後輩ユニットのビリジアンとの共演が多かった。また独立後は、単独出演やTENCREATEのLaVoysとの共演、札幌市内で活動するアーティストとの共演が多い。
2018年からはYouTubeも積極的に活動している。
2022年6月6日オフィシャルツイッターアカウント及びオフィシャルyoutubeアカウントにて、KEI及びSASUKEの2022年12月末での脱退を発表。2023年以降の活動はEverZOneのHIROKIとしてソロ活動を行うとした。

## メンバー
| 名前   | よみがな | 生年月日      | 現年齢 | 身長  | 担当カラー | 担当     | 備考 |
| ------ | -------- | ------------- | ------ | ----- | ---------- | -------- | ---- |
| HIROKI | ヒロキ   | 1983年11月3日 | 41歳   | 178cm | 黄色       | ボーカル |      |

### 元メンバー
| 名前   | よみがな | 生年月日       | 現年齢 | 身長  | 担当カラー | 担当     | 備考                                                                                       |
| ------ | -------- | -------------- | ------ | ----- | ---------- | -------- | ------------------------------------------------------------------------------------------ |
| Yo-hei | ヨウヘイ | 1987年11月23日 | 37歳   |       | 白         | ボーカル | La Voysも掛け持ちで活動中、2013年12月29日をもって脱退。                                    |
| Te!chi | テッチ   | 1989年11月7日  | 35歳   |       | 赤         | ダンサー | La Voysも掛け持ちで活動中、2016年1月をもって脱退。                                         |
| DAICHI | ダイチ   | 1982年2月27日  | 43歳   | 167cm | 緑         | ダンサー | 2018年8月をもって脱退。                                                                    |
| KEI    | ケイ     | 1983年7月12日  | 42歳   | 175cm | 青         | ボーカル | 元リーダー。株式会社WITHの社長を兼任。2022年12月31日をもって脱退。                         |
| SASUKE | サスケ   | 1988年10月21日 | 36歳   | 172cm | 紫         | ボーカル | 2014年より「SASUKE From EverZOne」としてソロ活動も行っている。2022年12月31日をもって脱退。 |

## ディスコグラフィ

### シングル
|     | タイトル                     | 発売日 | 規格品番 | 備考 |
| --- | ---------------------------- | ------ | -------- | ---- |
| 1st | brand new world              |        |          |      |
| 2nd | 影-Shadow-                   |        |          |      |
| 3rd | YELL                         |        |          |      |
| 4th | Stand Up!                    | 2013年 | LP12-05  |      |
|     | sexy garl                    | 2013年 | LP13-02  |      |
|     | 涙                           | 2013年 | LP13-05  |      |
|     | いいね☆                      | 2013年 | LP12-08  |      |
|     | Star Light～このままずっと～ | 2013年 | LP12-12  |      |
|     | You are so special           | 2013年 |          |      |
|     | ADVENTURE/クリームシチュウ   | 2014年 |          |      |
|     | 夢宝箱/Time to Love          | 2015年 |          |      |

### ミニアルバム
|     | タイトル | 発売日 | 規格品番 | 備考 |
| --- | -------- | ------ | -------- | ---- |
| 1st | E.Z.O    |        |          |      |
| 2nd | First    |        |          |      |

### DVD
|     | タイトル        | 発売日 | 規格品番 | 備考 |
| --- | --------------- | ------ | -------- | ---- |
| 1st | Stand Up!／風花 |        |          |      |
| 2nd | いいね☆         |        |          |      |

## 出演番組

### テレビ
現在の出演番組
- TVhサマー競馬 - HIROKIのみ。

過去の出演番組
- 遊びなDJ（2010年 - 2013年、テレビ北海道）
- EZOSTYLE（2013年、テレビ北海道）
- フルーツアプリ女学園（2013年 - 2014年、北海道文化放送）
- めざましTV (2023年、フジテレビ)

### ラジオ
過去の出演番組
- DASH9（2010年 - 2013年、AIR-G'）
- Sparkle Sparkler（2013年、AIR-G'） - HIROKIのみ出演。

### YouTube
- EverZOneのHOKKAI DO IT（2018年）

## LaVoys
LaVoys（ラ ヴォイズ）は、北海道を拠点に活動する男性グループである。TEN CREATE所属。

### 概要
2013年6月、EverZOneのメンバーであるYo-hei（木下陽平）とTe!chiがそれぞれのブログで新ユニット『LaVoys（ラ ヴォイズ）』の結成を発表。同年7月14日に札幌市内で行われたイベントでデビューした。同年11月25日、Yo-heiが12月29日のEverZOneのライブをもってEverZOne卒業とLaVoysへの活動移行が発表された。これにより、2014年からEverZOne・LaVoysの兼任はTe!chiのみとなった。2014年4月、EverZOneとともに所属事務所をライブプロからTENCREATEに移籍。2014年8月、初のオリジナルミニアルバム「La VOICE」をリリース。2015年6月、ボーカルの木下陽平がグループ脱退を表明し、7月のライブを最後にグループを脱退。同時に新メンバーのRYOが加入。
3ボーカル2ダンサーのパフォーマンスグループ、ハーモニーとダンスを融合させる新たなスタイルをコンセプトに札幌を中心に活動中。イベントは、単独出演や同じ事務所のEverZOneとの共演、札幌市内で活動するアーティストとの共演が多い。

### メンバー
- Te!Chi（EverZOne兼任）
- YUYA（元ビリジアン）
- JP
- 前田隼人
- RYO（2015年8月より加入）

元メンバー
- 木下陽平（元EverZOne・Yo-hei、2015年7月をもって脱退）